# Marc Doisne
Marc Doisne est un mixeur français né le 10 novembre 1974.

## Biographie
Après des études en DEUG A à la faculté de Cergy, il suit les cours de La Femis, dont il sort diplômé en 2001,. Il travaille actuellement au sein de la société de post-production Purplesound à Paris.
Il est également le frère de Jean-François Doisne, directeur de programmation cinéma (Arte, Canal+), producteur.

## Filmographie partielle
Sauf indication contraire, les informations mentionnées dans cette section peuvent être confirmées par les bases de données cinématographiques  présentes dans la section « Liens externes ».
- 2001 : Ma femme est une actrice d'Yvan Attal
- 2002 : La Vie promise d'Olivier Dahan
- 2003 : Corps à corps de François Hanss et Arthur-Emmanuel Pierre
- 2004 : Les Rivières pourpres 2 : Les Anges de l'apocalypse d'Olivier Dahan
- 2005 : Les Chevaliers du ciel de Gérard Pirès
- 2005 : Marock de Laïla Marrakchi
- 2006 : La Jungle de Matthieu Delaporte
- 2006 : Le Serpent d'Éric Barbier
- 2007 : 99 francs de Jan Kounen
- 2008 : Astérix aux Jeux olympiques de Frédéric Forestier et Thomas Langmann
- 2008 : Mascarades de Lyes Salem
- 2008 : Pour elle de Fred Cavayé
- 2008 : Un prophète de Jacques Audiard
- 2009 : Coco de Gad Elmaleh
- 2009 : Et après de Gilles Bourdos
- 2009 : Je vais te manquer d'Amanda Sthers
- 2009 : LOL de Lisa Azuelos
- 2010 : La Blonde aux seins nus de Manuel Pradal
- 2010 : Fatal de Michaël Youn
- 2010 : Notre jour viendra de Romain Gavras
- 2010 : Thelma, Louise et Chantal de Benoît Pétré
- 2011 : Les Lyonnais d'Olivier Marchal
- 2011 : Poupoupidou de Gérald Hustache-Mathieu
- 2011 : The Prodigies d'Antoine Charreyron
- 2012 : Aux yeux de tous de Cédric Jimenez et Arnaud Duprey
- 2012 : Le Prénom de Matthieu Delaporte et Alexandre de La Patellière
- 2012 : Quand je serai petit de Jean-Paul Rouve
- 2012 : Stars 80 de Frédéric Forestier et Thomas Langmann
- 2013 : Grand Central de Rebecca Zlotowski
- 2013 : La Marque des anges de Sylvain White
- 2013 : Rock the Casbah de Laïla Marrakchi
- 2013 : 16 ans ou presque de Tristan Séguéla
- 2013 : Vive la France de Michaël Youn
- 2014 : Mea Culpa de Fred Cavayé
- 2014 : L'Oranais de Lyes Salem
- 2014 : Une rencontre de Lisa Azuelos
- 2015 : Maryland d'Alice Winocour
- 2015 : Par accident de Camille Fontaine
- 2015 : Toute première fois de Noémie Saglio et Maxime Govare
- 2015 : Un homme idéal de Yann Gozlan
- 2016 : Demain tout commence d'Hugo Gélin
- 2016 : L'Idéal de Frédéric Beigbeder
- 2016 : Planetarium de Rebecca Zlotowski
- 2016 : Radin ! de Fred Cavayé
- 2016 : Les Visiteurs : La Révolution de Jean-Marie Poiré
- 2017 : Dalida de Lisa Azuelos
- 2018 : Santa et Cie d'Alain Chabat
- 2021 : Boîte noire de Yann Gozlan
- 2022 :  Novembre de Cédric Jimenez
- 2023 : Je verrai toujours vos visages de Jeanne Herry
- 2024 : Le Comte de Monte-Cristo de Matthieu Delaporte et Alexandre de La Patellière
- 2024 : L'Amour ouf de Gilles Lellouche

## Distinctions
Sauf indication contraire, les informations mentionnées dans cette section peuvent être confirmées par les bases de données cinématographiques  présentes dans la section « Liens externes ».

### Récompenses
- César 2008 : meilleur son pour La Môme

### Nominations
- BAFTA 2008 : meilleur son pour La Môme
- César 2019 : meilleur son avec Cédric Deloche, Gwennolé Le Borgne pour Le Grand Bain
- César 2022 : meilleur son pour Boîte noire
- César 2023 : meilleur son pour Novembre
- César 2024 : meilleur son pour Je verrai toujours vos visages
- César 2025 :
  - Meilleur son pour L'Amour ouf
  - Meilleur son pour Le Comte de Monte-Cristo